# Аул №4
Аул № 4 — упразднённый населённый пункт Кинь-Аральской волости Кустанайского уезда Российской империи. Располагался в южной части Большедубравской (Усаковкой) лесной дачи, между озёрами Тунгуюк и Шуптыкуль (сейчас это территория Вишнёвого сельского округа Фёдоровского района Костанайской области) недалеко от села Каренинка современного Мендыкаринского района Костанайской области. Население занималось земледелием и животноводством. Земли распахивались местным населением, часть земель возделывалось наёмными рабочими купцов Краснопеева Мартына Кузьмича и Архипова Михаила Петровича. Аул известен тем, что здесь была открыта первая светская казахская школа волости. Аул № 4 существовал в XIX веке и был реорганизован в начале XX века. Часть населения переселилось в соседние посёлки — Введенка, Балыкты и др. 
В ауле родился выдающийся казахский врач Мухамеджан Карабаев (1858—1928).